# Takaoka

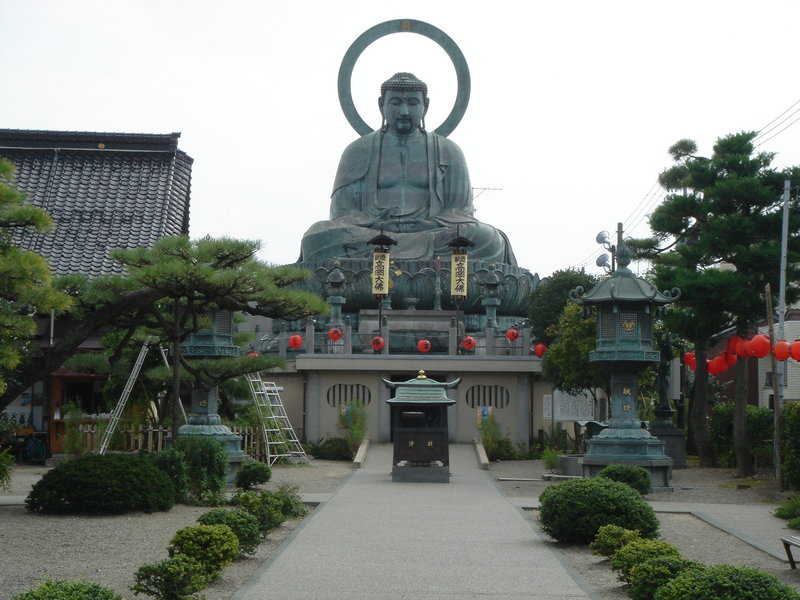
Takaoka daibutsu

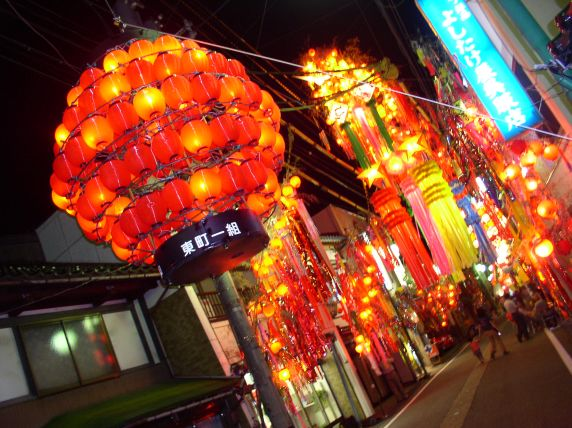
Toide Tanabata Festival (Toide, Takaoka)

Takaoka (Japans: 高岡市, Takaoka-shi) is een havenstad in de prefectuur Toyama op het eiland Honshu in Japan. De stad heeft een oppervlakte van 209,38 km² en eind 2008 178.000 inwoners.
Ten westen van Takaoka ligt de berg Futagami. Het merendeel van de stad ligt in de vlakte waardoor de rivieren Oyabe en Sho stromen. Het centrum van de stad ligt in het binnenland, de haven in stadsdeel Fushiki ligt aan de Golf van Toyama.

## Geschiedenis
Takaoka werd op 1 april 1889 een stad (shi) na samenvoeging van enkele kleinere steden.
In de loop van de jaren zijn vele dorpen bij de stad gevoegd. De laatste uitbreidingen zijn:
- 10 februari 1966: de gemeentes Toide (戸出町, Toide-machi) en Nakada (中田町, Nakada-machi)
- 1 november 2005: de gemeente Fukuoka (福岡町, Fukuoka-machi)

## Verkeer
Takaoka ligt aan de Hokuriku-hoofdlijn, de Jōhana-lijn en de Himi-lijn van de West Japan Railway Company.
Er zijn twee tramlijnen van Man'yōsen: de Shinminato havenlijn en de Takaoka Kidō-lijn.
Takaoka ligt aan de Nōetsu-autoweg en aan de nationale autowegen 8, 156, 160 en 415.

## Bezienswaardigheden
- Zuiryo-ji, een boeddhistische tempel, gebouwd in de periode 1643-1663, die door de omringende gracht doet denken aan een kasteel.
- Takaoka daibutsu, een 15,85 m hoog koperen beeld van Boeddha.
- Yamacho Suji, een straat met historische gebouwen. Een deel daarvan werd gebouwd toen Tochinaga Maeda begin 16e eeuw handwerkslieden uit omringende steden uitnodigde zich in Takaoka te vestigen om de economische positie van de stad te verstevigen.
- Kanaya-machi, een straat met historische gebouwen, waaronder vijf smederijen waarin zeven door Tochinaga Maeda uitgenodigde smeden, gelokt met belastingvoordelen en een beschermde handelspositie, hun werk deden. Jaarlijks worden de privileges van Kanaya-machi op het Goin-festival herdacht en gevierd.
- Kasteelpark: rond de ruïnes en de grachten van het kasteel van Tochinaga Maeda ligt nu een bezienswaardig park.
- Shoko-ji, een boeddhistische tempel, in 1471 gebouwd door de heilige Ren'nyo van de Honganji sekte van Jodoshinshu als een missiepost, en verplaatst naar de huidige locatie in 1584.
- Amaharashi kaigan, een strand met, bij helder weer, zicht op de bergen aan de andere kant van de Golf van Toyama.
- Cameramuseum, een museum met een groot aantal camera's uit zowel Japan als de rest van de wereld.
- De vele festivals (zie ook Japanse feestdagen).

## Geboren in Takaoka
- Jokichi Takamine (高峰 譲吉, Takamine Jōkichi), chemicus
- Sosen Mishima (三島 霜川, Mishima Sosen), schrijver
- Kazuya Terashima (寺嶋 一弥, Terashima Kazuya), als mangaka bekend onder de naam Izumi Matsumoto (まつもと 泉, Matsumoto Izumi)
- Yojiro Takita (滝田 洋二郎, Takita Yōjirō), filmregisseur
- Jun Fubuki (風吹ジュン, Fubuki Jun) actrice
- Hiroki Aratani (荒谷 弘樹, Aratani Hiroki), voetballer
- Yuki Nakashima (中島 裕希, Nakashima Yuki), voetballer

## Stedenbanden
Takaoka heeft een stedenband met
- Mirandópolis (São Paulo), Brazilië, sinds 19 oktober 1974
- Fort Wayne, Verenigde Staten, sinds 8 april 1977
- Liaoning, China, sinds 10 augustus 1985

## Aangrenzende steden
- Himi
- Imizu
- Oyabe
- Tonami